# Chandra - The Phantom Ferry Part II
Chandra - The Phantom Ferry Part II is een studioalbum van Tangerine Dream. In dit geval bestaat die muziekgroep alleen uit Edgar Froese. Het is een voortzetting van het album Chandra - The Phantom Ferry Part I uit 2009 en een vervolg op het verhaal. Het verhaal wordt op twee bladzijden in het bijbehorende boekwerkje nader verklaard. De opnamen dateren uit 2014.

## Musici
- Edgar Froese – alle muziekinstrumenten

## Muziek
| Nr. | Titel           | Duur |
| --- | --------------- | ---- |
| 1.  | 3 Rotcaf NG IIA | 8:24 |
| 2.  | Aldebaran       | 6:56 |
| 3.  | DNAMMOC SU      | 5:53 |
| 4.  | Capricornus     | 9:30 |
| 5.  | Apus            | 5:57 |
| 6.  | Auriga          | 8:03 |
| 7.  | Columba         | 8:54 |
| 8.  | Cygnus          | 5:24 |
| 9.  | Centaurus       | 8:04 |
| 10. | Monocewrus      | 8:36 |